# Royalty
Il termine royalty indica la quota di prodotto lordo corrisposta, in natura, dalle società concessionarie di giacimenti minerari allo stato concedente, in sostituzione o, talvolta, in aggiunta a prelievi sugli introiti netti (sotto forma di imposte o canoni in denaro).
In senso lato con royalty (termine della lingua inglese) si indica il diritto del titolare di un brevetto o di una proprietà intellettuale, o il possessore di un bene o di un copyright, ad ottenere il versamento di una somma di denaro da parte di chiunque effettui lo sfruttamento di detti beni per fini commerciali e/o di lucro.

## Utilizzo
Le royalties sono applicate in campo industriale per la remunerazione di diritti derivanti da brevetti che possono essere ceduti, dietro contratto, in licenza a terzi. Non esiste una regola fissa per la determinazione delle royalties in quanto derivano da pattuizioni contrattuali fra privati e possono assumere quindi numerosissime forme.

## Determinazione del valore
La royalty può essere determinata una tantum oppure può essere rateizzata. Il valore rateale può essere determinato da una percentuale sul prezzo di vendita, all'ingrosso o al dettaglio, sul guadagno unitario, sul costo di produzione. Nel caso di royalty percentuale, essa può essere crescente o decrescente nel tempo in relazione alle aspettative di vita commerciale del prodotto o a livelli presunti di fatturato.
Il valore varia da Paese a Paese; vi sono Paesi come l'Irlanda dove le royalties non sono praticate. A titolo indicativo si può affermare che nella maggior parte dei Paesi della UE le royalties applicate sul fatturato annuo relativo al bene di cui si è ceduta la licenza variano dal 2 al 50% ma possono esistere situazioni dove i livelli sono diversi da quelli indicati.

## Italia
In Italia, sul profilo fiscale, chi paga le royalties è soggetto ad una trattenuta del 20% dell'importo versato all'autore, se quest'ultimo risiede in Italia, mentre, nel caso in cui risieda all'estero, la trattenuta è del 30%.
Se a ricevere le royalties è l'autore direttamente, quest'ultimo pagherà una tassazione da lavoratore autonomo, altrimenti la tassazione ricadrà nella categoria "redditi diversi".
Le persone fisiche che ottengono royalties godono di una tassazione agevolata consistente in una deduzione fiscale IRPEF pari al 40% ,se percepite da persone sotto i 35 anni, e pari al 25%, se percepite da persone sopra i 35 anni come previsto dal comma 8 dell'articolo 54 del Testo Unico Delle Imposte Sui Redditi.